# Alpinoplagia boliviana
Alpinoplagia boliviana är en tvåvingeart som beskrevs av Townsend 1931. Alpinoplagia boliviana ingår i släktet Alpinoplagia och familjen parasitflugor.
Artens utbredningsområde är Bolivia. Inga underarter finns listade i Catalogue of Life.